# Liste der Monuments historiques in Belval-en-Argonne
Die Liste der Monuments historiques in Belval-en-Argonne führt die Monuments historiques in der französischen Gemeinde Belval-en-Argonne auf.

## Liste der Objekte
| Bezeichnung       | Beschreibung                     | Standort                                    | Kennzeichnung | Schutzstatus | Datum | Bild |
| ----------------- | -------------------------------- | ------------------------------------------- | ------------- | ------------ | ----- | ---- |
| Glocke            | Bronze, 1520 gegossen            | in der Kirche Nativitié-de-la-Vierge (Lage) | PM51000081    | Classé       | 1911  |      |
| Kirchenfenster    | aus dem 16. Jahrhundert          | in der Kirche Nativitié-de-la-Vierge (Lage) | PM51000082    | Classé       | 1911  |      |
| Expositionsnische | Holz, vergoldet, 18. Jahrhundert | in der Kirche Nativitié-de-la-Vierge (Lage) | PM51002070    | Inscrit      | 1974  |      |